# Canadian Security Intelligence Service
Il Canadian Security Intelligence Service (CSIS, in IPA [siːsɪs]; in francese: Service Canadien du renseignement de sécurité, SCRS) è il principale servizio di intelligence nazionale del Canada. Esso è responsabile della raccolta, l'analisi, reporting e diffusione di informazioni sulle minacce per la sicurezza nazionale, spionaggio e controspionaggio, e per le operazioni, sotto copertura e ufficiali, in Canada e all'estero.